# Takakura
Keizer Takakura (高倉天皇, Takakura-tennō, 20 september 1161 - 30 januari 1181) was de 80e keizer van Japan, volgens de traditionele opvolgvolgorde. Hij regeerde van 1168 tot 1180.

## Genealogie
Voor Takakura’s troonsbestijging was zijn persoonlijke naam (imina) Norihito-shinnō (憲仁親王). Hij stond daarnaast ook bekend als Nobuhito-shinnō.
Takakura was de vierde zoon van keizer Go-Shirakawa. Hij was de oom van zijn voorganger, keizer Rokujo, en broer van keizer Nijo. Zijn moeder was keizerin Dowager Taira no Shigeko.
Takakura had zeven keizerinnen en hofdames, met wie hij acht kinderen kreeg. Onder deze kinderen bevonden zich de latere keizers Antoku, Go-Horikawa, en Go-Toba.

## Leven

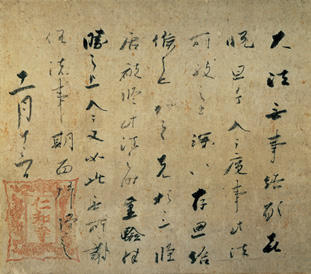
Deel van een brief geschreven door keizer Takakura

Na een regeerperiode van drie jaar, werd de jonge keizer Rokujo gedwongen tot aftreden. Hierna werd Takakura tot keizer gekroond. In praktijk had hij echter weinig tot geen macht daar zijn vader bleef doorregeren als Insei-keizer.
Ondanks zijn positie had Takakura wel zijn eigen kijk op de rol van de keizer. Hij schreef ooit:

De keizer is een schip. Zijn onderdanen zijn het water. Het water laat een schip drijven, maar soms ook kapseizen. De onderdanen kunnen een keizer ondersteunen, maar hem ook omver werpen
— 

In 1177 werden het keizerlijk paleis en een groot deel van de keizerlijke stad door brand verwoest. In 1180 trad Takakura af als keizer. Datzelfde jaar verliet hij samen met voormalige keizer Go-Shirakawa en de nieuwe keizer Antoku de stad Kioto, en vertrok naar Fukuhara. Deze stad werd door de drie tot nieuwe hoofdstad gemaakt, maar deze beslissing werd nog datzelfde jaar alweer teruggedraaid.
In 1181 stierf Takakura.

## Tijdperken
Takakura’s regeerperiode omvat de volgende periodes van de Japanse geschiedenis.
- Nin'an (1166-1169)
- Kaō (1169-1171)
- Jōan [ja] (1171-1175)
- Angen (1175-1177)
- Jishō (1177-1181)

* Regent Jingu staat niet op de traditionele lijst.